# غبار الألماس
غبار الألماس: ظاهرة تحدث في المناطق القطبية غالبًا والتي تكون فيها السماء صافية حيث تتكون ذرات من الجليد المتطاير على مقربة من الأرض. تحدث هذه الظاهرة معظم الأحيان في القارة القطبية الجنوبية وعند المنطقة القطبية الشمالية، إلا أنها ممكنة الحدوث في أي مكان تكون فيه درجة الحرارة أقل من درجة التجمد. قد تستمر الظاهرة لأيام خاصة في المناطق القطبية.